# Marcel Hepp
Karl Marcel Hepp (* 2. Juli 1936 in Langenenslingen, Landkreis Sigmaringen; † 9. Oktober 1970 in Heidelberg) war ein nationalkonservativer deutscher Politiker und Publizist. Als führender Funktionär der CSU war er zuletzt gleichzeitig Persönlicher Referent von Franz Josef Strauß und geschäftsführender Herausgeber sowie Chefredakteur des Bayernkurier.

## Leben
Der Sohn eines Verfolgten des NS-Regimes, bei dessen Verhaftung er als Schüler von der Gestapo verhört wurde, und einer undoktrinären katholischen Frauenschaftsleiterin, der als Gymnasiast zeitweise mit seinem gleichaltrigen Cousin Karl Lehmann im Sigmaringer Konvikt untergebracht war, studierte nach dem am Gymnasium Riedlingen abgelegten Abitur von 1956 bis 1960 Rechtswissenschaften an den Universitäten Freiburg und Tübingen. 1960 bestand er das erste, 1965 das zweite juristische Staatsexamen.
Mit seinem Bruder, dem späteren Soziologieprofessor Robert Hepp (* 1938), gründete er 1959 an der Universität Tübingen eine katholisch-konservative Studentengruppe namens Katholische Front, die später in Konservative Front umbenannt wurde. Allerdings besteht inzwischen Zweifel an der Tragweite dieser Bewegung. Die meisten Quellen, die eine große und erfolgreiche „Konservative Front“ nennen, stammen von im neurechten Milieu bekannten Autoren. Die auch Nicht-Katholiken offenstehende Gruppe erregte demnach mit Flugblättern, Go-Ins und Teach-Ins Aufsehen. und konkurrierte mit dem RCDS von rechts her.  In den Flugblättern wurde, so der Politologe Hans-Dieter Bamberg, die Abschaffung des gleichen Wahlrechts und die substantielle Beschneidung der Grundrechte gefordert. In einem satirischen Flugblatt schlug die Konservative Front an der Universität Tübingen als Promotionsthemen vor: „Über Ideenflucht und Heimatlosigkeit. Grundlegung einer Psychologie der Entfremdung am Beispiel der Biographien linker Intelligenz (Bloch, Kuby, Bense)“ oder „Deutsch-israelische Studentengruppe; zur Geschichte der Geißlerbewegung im 20. Jahrhundert“. Bamberg sieht darin antisemitische Anspielungen. An der Universität Erlangen wurde Hepp Hausverbot erteilt, nachdem auf einem Flugblatt seiner Gruppe afrikanische Studenten in der Bundesrepublik als „schwarze Minderbrüder“ bezeichnet worden waren.
Hepp war ein enger Freund Armin Mohlers, den der Historiker Volker Weiß für eine „Schlüsselfigur bei der Reorganisation der äußersten Rechten in der Bundesrepublik“ hält. Mohler widmete dem Andenken Hepps die zweite Auflage seines Buches über die „Konservative Revolution“. Über Mohler bekamen die Gebrüder Hepp auch Zugang zum Kreis um Carl Schmitt. Anfang 1965 wurde Marcel Hepp hauptamtlicher CSU-Funktionär und im Herbst 1965 auf Vermittlung Mohlers persönlicher Referent von Franz Josef Strauß. Er bildete ein eigenes „Büro des Landesvorsitzenden“, um im Auftrag von Strauß dessen Bonner und Münchener Verpflichtungen zu koordinieren. Zum 1. Mai 1967 wurde Hepp „Geschäftsführender Herausgeber“ des Bayernkurier. Nach Einschätzung des Politikwissenschaftlers Erich Eisner sollte Hepp den Bayernkurier  für Strauß weiter zum „außenpolitischen Kampfblatt“ entwickeln. Hepp und Mohler griffen damit aktiv in die praktische Politik ein. Im Auftrag von Strauß reorganisierte Hepp 1965 die Finanzierung der Demokratisch-Konservativen Korrespondenz, einem von 1964 bis 1970 bestehenden und von der CSU subventionierten Presseinformationsdienst, der zunächst gegen eine angeblich linke Übermacht in den Medien gerichtet war, aber bald mit Unterstützung Mohlers durch einen auf das Nationale setzenden Kurs gegenüber der NPD versuchen sollte, rechtsintellektuelle Gruppen, Studenten und Jugendorganisationen an die CSU zu binden.
Unter seiner Leitung wurde im Bayernkurier immer wieder die Forderung nach einem mächtigen Westeuropa erhoben, während Hepp selbst sich in seinen Leitartikeln mit den Möglichkeiten einer Stärkepolitik Europas beschäftigte. Den amerikanisch-sowjetischen Dialog sah Hepp als antieuropäisch an. Sein Hauptthema war der Atomwaffensperrvertrag. Als einer der kompromisslosesten Gegner des Vertrages veröffentlichte er 1968 die Schrift Der Atomsperrvertrag. Die Supermächte verteilen die Welt. Darin setzte sich Hepp im Sinne Straußens und Mohlers für ein deutsches Atomprogramm zur nuklearen Aufrüstung ein. Die Historikerin Martina Steber weist darauf hin, dass sich Strauß nicht von den rechten Kreisen um Mohler vereinnahmen ließ, da sein Konservativismusbegriff liberale und konservative Vorstellungen verschmolz. Hepp hingegen profilierte den Begriff konservativ unter Verzicht auf die christliche Grundlegung als einen gegen die Linke gerichteten, antirevolutionären Kampfbegriff.
Für Hepp hatte die Wiedervereinigung Deutschlands absoluten Vorrang vor internationalen Bündnispflichten. Neben Armin Mohler und Elimar Freiherr von Fürstenberg zählte er zu den radikalsten „Gaullisten“, die einer einseitigen Bindung der Bundesrepublik an die USA äußerst kritisch gegenüberstanden. Hepp war ein Gegner der Ost- und Deutschlandpolitik Willy Brandts, dem er den „Ausverkauf“ deutscher Interessen nachsagte. Kurz vor der Wahl des deutschen Bundespräsidenten 1969 griff Hepp den SPD-Kandidaten und Justizminister Gustav Heinemann an, dieser wolle mit der Strafrechtsreform „den Radaubrüdern helfen“, während er Heinemann nach der Wahl wegen dessen Haltung in der Frage der Verjährungsfrist für Kriegsverbrechen als „Exponenten ewiger Verfolgung“ bezeichnete. In parteipolitischer Hinsicht strebte er die Trennung der CSU von der CDU und ihre überregionale Etablierung als selbständige nationalkonservative Volkspartei an.
Marcel Hepp starb in einer Heidelberger Klinik an Rückenmarkskrebs. Zur Trauerfeier in der Münchener Paulskirche hielt Franz Josef Strauß die Grabrede. Die Authentizität nachgelassener kritischer Notizen über Franz Josef Strauß, die sich im Besitz des Spiegel-Archivs befinden, ist umstritten.

## Schriften
- Der Atomsperrvertrag. Die Supermächte verteilen die Welt. Seewald, Stuttgart-Degerloch 1968.